# Carmen (opera)
 For alternative betydninger, se Carmen. (Se også artikler, som begynder med Carmen)
Carmen er en opera comique af Georges Bizet.  Librettoen er af Henri Meilhac og Ludovic Halévy, baseret på en novelle af Prosper Mérimée.  Førsteopførelsen fandt sted i Paris 3. marts 1875. Teksten er fransk.
Handlingen udspiller sig i Sevilla og omegn omkring 1830.
Den norske operasanger Olefine Moe blev berømt for at spille Carmen i Sverige.

## Rolleliste
- Carmen – Mezzo-sopran
- Don José – Tenor
- Escamillo – Baryton
- Micaëla – Sopran
- Mercedès – Mezzo-sopran
- Fransquita – Soprano
- Zuniga – Bas
- Moralés – Baryton
- Lilias Pastia – Talerolle

## Synopsis
Sted: Sevilla, Spanien, og omgivende bjerge.
Tid: omkring 1820.

### 1. akt
En plads i Sevilla. Til højre er der en dør til tobaksfabrik. I baggrunden, en bro. Til venstre, et vagthus. 
En gruppe soldater slapper af på pladsen og venter på vagtskifte og kommenterer de forbipasserende ("Sur la place, Chacun Passe"). Micaela dukker op, på udkig efter José. Morales fortæller hende, at "Jose er endnu ikke på vagt" og opfordrer hende til at vente sammen med dem. Hun afviser dem og siger, at hun vil vende tilbage senere. José ankommer med den nye vagt, som tilråbes og efterlignes af en skare af gadedrenge ("Avec la garde post"). 
Da fabriksfløjten lyder, dukker pigerne fra tobaksfabrikken op og udveksler drillerier med de unge mænd på pladsen ("La Cloche a sonné"). Carmen dukker op og synger sin provokerende Habanera om kærlighedens utæmmelige natur ("L'amour est un oiseau rebelle"). Mændene bønfalder hende om at vælge en kæreste, og efter lidt drilleri kaster hun en blomst til Don José, der hidtil har ignoreret hende, men som nu er irriteret over hendes uforskammethed.
Mens kvinderne går tilbage til fabrikken, vender Micaela tilbage og giver José et brev og et kys fra hans mor ("Parle-moi ma mère"). Han læser, at hans mor beder ham vende hjem og gifte sig med Micaela. Hun trækker sig forlegent tilbage, da hun erfarer dette. Netop som José erklærer, at han er rede til at følge sin mors ønske, strømmer kvinderne ud fra fabrikken i stor ophidselse. Zuniga, der er officer i vagten, erfarer, at Carmen har angrebet en kvinde med en kniv. Da hun bliver afhørt, svarer Carmen med spottende trodsighed ("Tra la la ... Coupe-moi-moi Brule"); Zuniga beordrer José til at binde hendes hænder, mens han gør klar til at fængsle hende.  Carmen er nu alene med José, og hun narrer ham til at løsne hendes reb ved at synge en seguidilla, hvor hun synger om en aften med dans og lidenskab med sin elsker -hvem det så end kan være - i Lillas Pastia taverna. Forvirret og nærmest tryllebundet løsner José hendes hænder, og da hun bliver ført bort skubber hun sin eskorte til jorden og løber leende bort. Jose bliver anholdt for pligtforsømmelse. 

### 2. akt: Lillas kro i Pastia
En måned er gået. Carmen og hendes veninder, Frasquita og Mercedes, underholder Zuniga og andre officerer ("Les tringles des sistres tintaient") på kroen i Pastia. Carmen er glad for at høre, at José er blevet løsladt efter en måneds tilbageholdelse. Udenfor annoncerer en procession og et kor, at toreadoren Escamillo ankommer ("Vivat, Vivat du Torero"). Han inviteres indenfor, og præsenterer sig selv med sin "Toreador sang" ("Votre toast, je peux vous le rendre"), og vender sin opmærksomhed mod Carmen, som affejer ham. Folkemængderne og soldaterne fjerner sig fra Lillas Pastia. 
Da kun Carmen, Frasquita og Mercedes er tilbage, ankommer smuglerne Dancaire og Remendado og afslører deres planer om at afhænde nogle nyerhvervede smuglervarer ("Nous avons en tête une affaire"). Mercedes og Frasquita er ivrige efter at hjælpe dem, men Carmen afviser at være med, da hun vil vente på José. Da smuglerne er gået, ankommer José. Carmen viser ham en privat eksotisk dans ("Je vais danser en votre honneur ... La la la"), men hendes sang får følgeskab af et fjernt signalhorn fra kasernen. Da Jose siger, at han må vende tilbage til sin pligt, håner hun ham. Han svarer hende ved at vise hende den blomst, som hun kastede til ham på pladsen ("La fleur que tu m'avais jetée"). Carmen er ikke overbevist, og hun forlanger, at han viser sin kærlighed ved at rejse bort sammen med hende. José nægter at desertere. Da han gør klar til at tage afsted, dukker Zuniga op - på udkig efter Carmen. Zuniga og José kæmper, men bliver adskilt af smuglerne, der vender tilbage og som holder Zuniga tilbage. Eftersom han har angrebet en overordnet officer, har José nu intet andet valg end at slutte sig til smuglerne og Carmen ("Suis-nous à travers la campagne"). 

### 3. akt: Et vildsomt sted i bjergene
Carmen og José kommer ind sammen med smuglerne og deres bytte ("Écoute, écoute, compagnons"); Carmen er nu blevet træt af José og siger hånligt til ham, at han skal vende hjem til sin mor. Frasquita og Mercedes forlyster sig med at læse deres spådomme i kortene. Carmen slutter sig til dem og erfarer, at kortene forudsiger hendes og José's død. Kvinderne tager afsted for at aflede tolderne, der overvåger stedet. José holder vagt. 
Micaela kommer ind med en guide, på udkig efter José og er fast besluttet på at redde ham fra Carmen ("Je dis que rien ne m'épouvante"). Da hun hører et skud, gemmer hun sig i angst. Det er José, som har beskudt en ubuden gæst, der viser sig at være Escamillo. Josés glæde over at møde tyrefægteren Escamillo bliver dog vendt til vrede, da Escamillo erklærer sin forelskelse i Carmen. Parret kæmper ("Je suis Escamillo, toréro de Grenade"), men bliver afbrudt af smuglerne og pigerne ("Holà, holà José"). Da Escamillo tager afsted, inviterer han alle til sin næste tyrefægtning i Sevilla. Micaela bliver opdaget, men i første omgang vil José ikke tage afsted med hende, trods Carmens hån. Han går dog med, da han får at vide, at hans mor er døende. Mens han tager afsted, sværgende på at han vil vende tilbage, kan man i det fjerne høre Escamillo, der synger sin toreadorsang. 

### 4. akt: En plads i Sevilla. I baggrunden ses væggene i et gammelt amfiteater
Zuniga, Frasquita og Mercedes står blandt mængden, der afventer tyrefægternes ankomst ("Les voici! Voici la quadrille"). Escamillo og Carmen kommer ind og de erklærer deres gensidige kærlighed ("Si tu m'aimes, Carmen"). Da Escamillo går ind i arenaen advarer Frasquita  og Micaela Carmen om, at José er i nærheden, men Carmen er modig og villig til at tale med ham. Alene bliver hun konfronteret med den desperate José ("C'est toi! C'est moi!"). Mens han forgæves bønfalder hende om at vende tilbage til ham, høres jubelråb fra arenaen. Da José gør sit sidste forsøg, kaster Carmen foragteligt ringen, han har givet hende, og begynder at gå ind mod arenaen. José bliver ude af sig selv og dolker hende. Imens Escamillo bliver hyldet af folkemængderne, dør Carmen. José knæler og synger  "Ah! Carmen! ma Carmen adorée!", mens publikum forlader arenaen. José bekender, at han har dræbt den kvinde, han elskede....